# Isaac Steinberg
Isaac Nachman Steinberg (Dvinsk, 13 luglio 1888 – New York, 2 gennaio 1957) è stato un avvocato e politico russo, fondatore della Freeland League e Commissario del popolo per la giustizia.

## Biografia

### Primo esilio
Steinberg nacque nel 1888 a Dvinsk, nell'Impero russo (oggi Daugavpils, Lettonia), in una famiglia di mercanti ebrei. Nel 1906 Steinberg intraprese gli studi di legge presso l'Università statale di Mosca; durante questo periodo entrò a far parte del Partito Socialista Rivoluzionario (SR) e due anni più tardi venne arrestato e mandato in esilio per i successivi due nella provincia di Tobolsk. Dopo l'esilio partì per la Germania, dove conseguì una laurea all'Università Ruprecht Karl di Heidelberg.

### Ritorno in Russia e secondo esilio
Nel 1910 Steinberg tornò in Russia, dove lavorò come avvocato. Si schierò contro il primo conflitto mondiale e nel 1915 venne nuovamente arrestato e questa volta esiliato nella provincia di Ufa. Qui continuò il suo lavoro come avvocato e divenne il leader dei socialisti rivoluzionari locali. Ricoprì varie cariche come quella di delegato della Duma cittadina, membro del Comitato esecutivo del Consiglio dei lavoratori e dei soldati di Ufa, membro del Consiglio panrusso dei deputati contadini, partecipante alla Conferenza democratica panrussa e membro del Consiglio provvisorio della Repubblica russa. Steinberg condannò la Rivoluzione d'ottobre, ma nonostante questo divenne commissario provinciale dell'agricoltura di Ufa e venne eletto all'Assemblea costituente panrussa nella lista dei socialisti rivoluzionari della provincia. Poco dopo divenne membro del comitato centrale della SR di sinistra.
Dal 10 dicembre 1917 al 18 marzo 1918 fu Commissario del popolo (Narkom) della giustizia nel governo guidato da Vladimir Lenin, nato da una coalizione tra i bolscevichi e l'ala sinistra del SR. Il 19 dicembre 1917 firmò un'istruttoria al Tribunale rivoluzionario sulla cessazione delle repressioni sistematiche contro individui, istituzioni e stampa e inviò un telegramma corrispondente ai Soviet di tutti i livelli. Dal dicembre 1917 al gennaio successivo, il Consiglio dei commissari del popolo esaminò più volte le accuse di Steinberg contro la Čeka.
Dopo lo scandalo causato dall'assassinio di Andrei Ivanovich Shingarev e Fyodor Kokoshkin nella notte tra il 6 e il 7 gennaio 1918, il Consiglio dei commissari del popolo, dopo aver ascoltato il rapporto di Steinberg, incaricò l'NKJ di "verificare quanto prima le condizioni della detenzione dei prigionieri politici [...] e anche che tutti coloro che non possono essere accusati, devono essere rilasciati entro 48 ore”.

### Scontro con Lenin

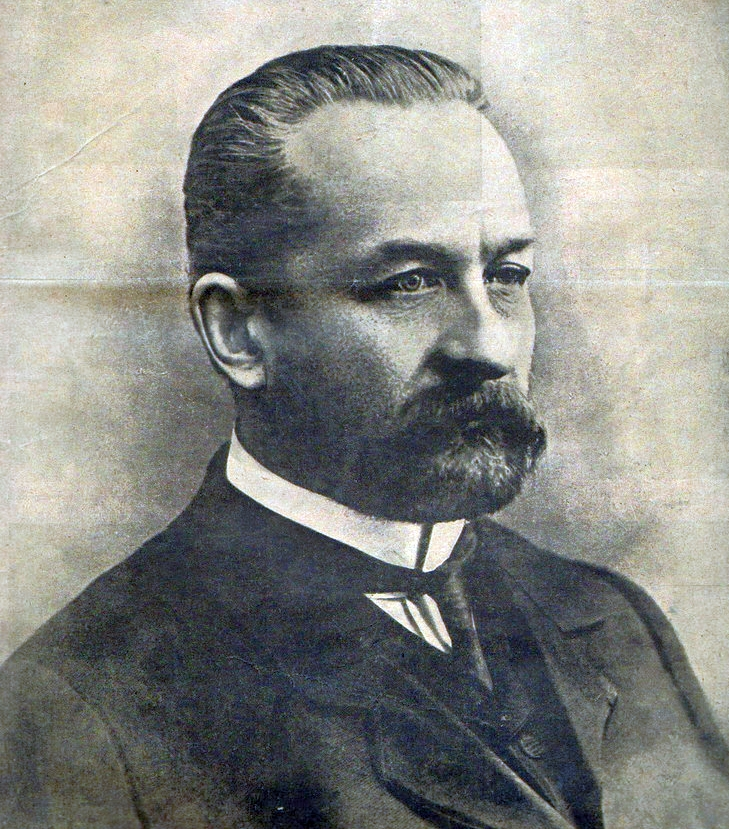
Il principe George Lvov, che Steinberg salvò dalla morte

L'11 gennaio, su suo suggerimento, il Sovnarkom decise di indagare sulle attività del bolscevico Pyotr Krasikov, accusato da Steinberg di attività illegali. Durante una riunione del Consiglio dei commissari del popolo a febbraio, Lenin presentò la bozza di un decreto, noto come "La patria socialista è in pericolo!" (Социалистическое отечество в опасности!). In esso era presente una clausola che richiedeva l'esecuzione a morte dei criminali definiti "agenti nemici, speculatori, ladri, teppisti, agitatori controrivoluzionari, [e] agenti tedeschi". Steinberg espresse delle obiezioni perché la considerava "una minaccia crudele" e che "avrebbe scatenato pericolose reazioni". Dichiarò inoltre, gridando in modo esasperato: "Allora perché ci preoccupiamo di avere un Commissario per la giustizia? Chiamiamolo "Commissario per lo sterminio sociale" e basta!". Il viso di Lenin si illuminò all'improvviso rispondendo: "È esattamente quello che dovrebbe essere [...] ma non possiamo ammetterlo pubblicamente".
Nella primavera del 1918 Steinberg salvò il principe George Lvov, che stava per essere giustiziato dai bolscevichi negli Urali.

### Dimissioni e fuga
Il 15 marzo 1918 si dimise dal suo incarico e lasciò l'SNK in segno di protesta contro la firma del Trattato di Brest-Litovsk, e quattro giorni dopo, in veste di membro della delegazione meridionale del Comitato centrale della SR, si recò a Kursk per unirsi ai partigiani locali. Da lì si diresse a sud del paese, dove visitò Charkiv, Rostov sul Don e prese parte al Congresso panucraino dei Soviet a Dnipro. Steinberg venne eletto anche nel Comitato centrale ucraino dei socialisti-rivoluzionari di sinistra.
Insieme a Boris Kamkov e Vladimir Karelin divenne il fondatore del quartier generale militare delle SR di sinistra a Taganrog e nella primavera del 1918 partecipò attivamente al Secondo Congresso delle SR di sinistra. In un discorso approvò l'uscita dei socialisti-rivoluzionari di sinistra dal Sovnarkom e mise in guardia sul pericolo della burocrazia sovietica. Fu arrestato dalla Čeka il 10 febbraio 1919 e trascorse quattro mesi e mezzo sotto custodia.
Nel 1923, Steinberg dopo essere stato avvertito di essere in pericolo di vita, si trasferì nuovamente in Germania e portò la sua famiglia a vivere con lui a Berlino. Qui entrò a far parte dell'Unione dei Partiti Socialisti per l'Azione Internazionale, dopo di che il Comitato esecutivo centrale panrusso lo privò della cittadinanza sovietica.

### Freeland League
Dopo che nel 1933 i nazisti presero il potere, Steinberg, la moglie e i suoi tre figli si stabilirono a Londra. Lì fu uno dei co-fondatori della Freeland League, un'organizzazione che nacque con l'intento di trovare un rifugio sicuro per gli ebrei europei in fuga dall'Olocausto.

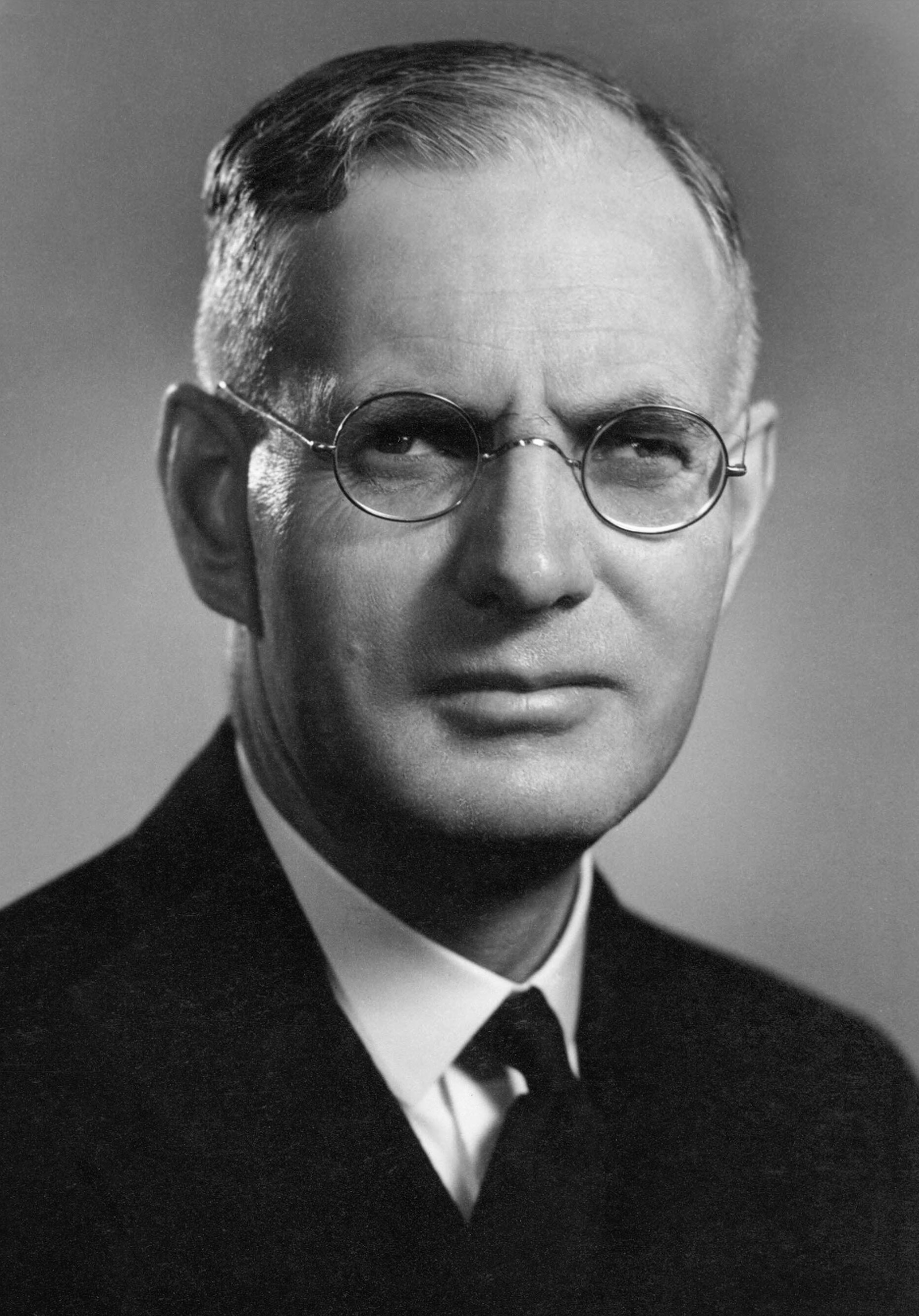
L'allora Primo ministro del Commonwealth dell'Australia John Curtin rifiutò la proposta della Freeland League

La Lega scelse la regione del Kimberley nell'Australia occidentale come luogo per l'acquisto di terreni agricoli dove poter reinsediare 75000 rifugiati ebrei dall'Europa. Il 23 maggio 1939 arrivò a Perth e all'inizio del 1940 ottenne un sostanziale sostegno pubblico, ma incontrò l'opposizione da parte della politica locale.
Steinberg lasciò l'Australia nel giugno 1943 per ricongiungersi alla sua famiglia in Canada. Il 15 luglio dell'anno successivo fu informato dall'allora primo ministro australiano John Curtin che il suo governo "non si sarebbe allontanato dalla politica consolidata in materia di immigrazione e per questo non avrebbe potuto prendere in considerazione la proposta della Freeland League".
Steinberg continuò i suoi sforzi nonostante le battute d'arresto. Dopo la fine della guerra, nel 1946, la Freeland League avviò dei negoziati con i governi del Suriname e dei Paesi Bassi sul possibile reinsediamento di 30000 sfollati ebrei europei nel distretto di Saramacca nel Suriname. Una delegazione della Lega guidata da Steinberg, accompagnata da Henri B. van Leeuwen e N. Fruchtbaum, visitò il Suriname nell'aprile 1947. Nell'agosto 1948 il parlamento surinamese decise di "sospendere la discussione fino al completo chiarimento della situazione internazionale". I negoziati non furono mai ripresi.

### Altre attività e morte
Fu anche un prolifico scrittore yiddish, editore e attivista culturale che svolse un ruolo importante nello sviluppo del movimento yiddish. Steinberg, ebreo ortodosso, durante il suo breve mandato come commissario alla giustizia si rifiutò di lavorare il sabato, con grande sgomento di Lenin.
Isaac morì a New York nel 1957. Suo figlio era lo storico dell'arte Leo Steinberg.

## Visioni politiche

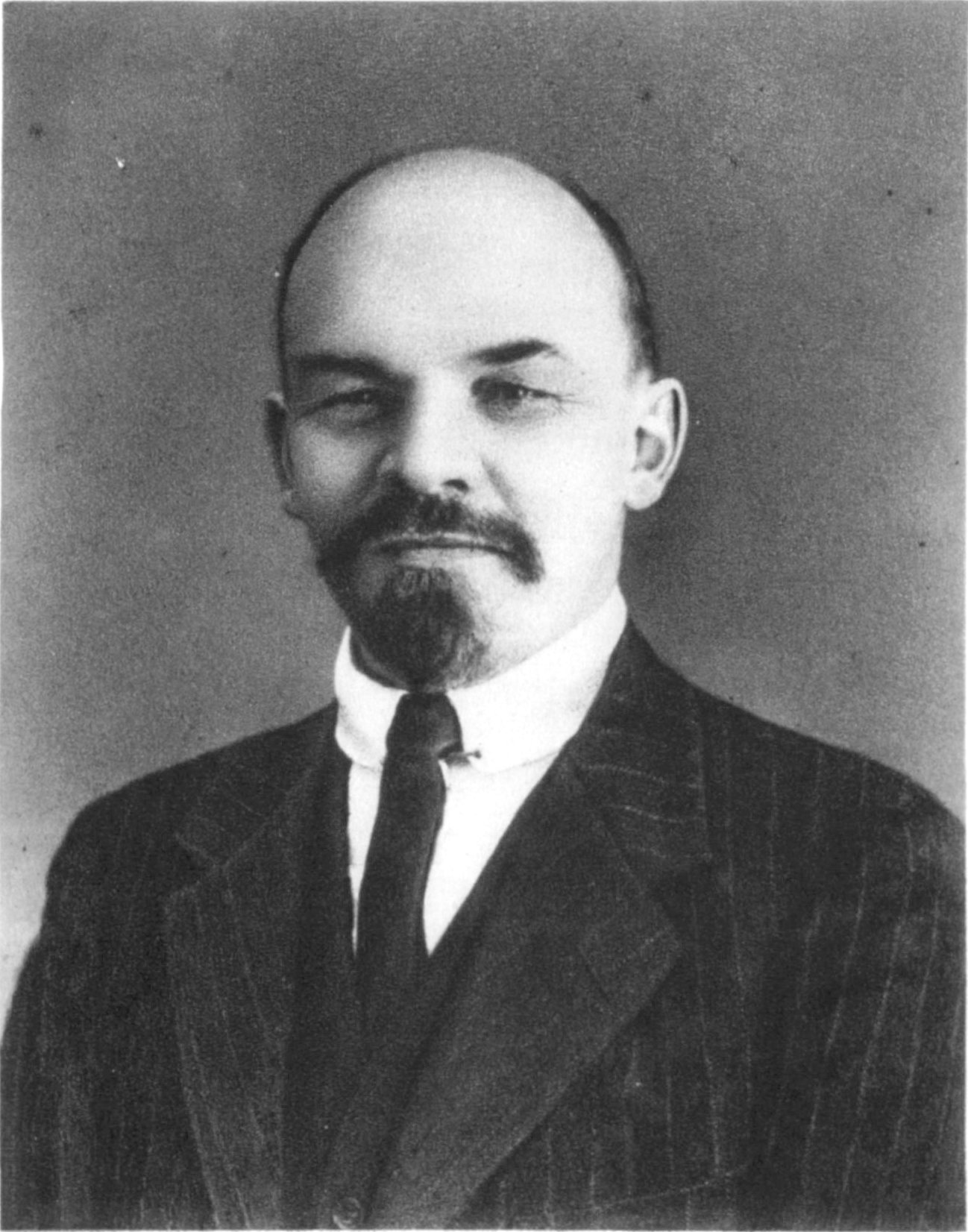
Immagine di Lenin

Le idee politiche di Steinberg erano essenzialmente anarchiche, sebbene si definisse un rivoluzionario o populista di sinistra.
A differenza di molti anarchici, Steinberg credeva che fosse possibile e necessario formare un partito politico il cui compito sarebbe stato la distruzione dello stato dall'interno. Notò, come alcuni anarchici contemporanei, che anche una federazione sindacalista consolidata non sarebbe stata completamente priva di elementi di potere organizzato. Secondo Steinberg, anche un sistema sociale relativamente libero e apolide doveva riconoscere l'esistenza di alcune strutture simili al governo, al fine di decentralizzarle, smantellarle e ulteriormente "anarchizzare" la società. Steinberg vedeva l'anarchismo come la base del socialismo rivoluzionario, piuttosto che come un programma politico concreto con un obiettivo finale. Pertanto, evitò di equiparare le sue idee sindacaliste con l'"anarchia", perché, a suo avviso, avrebbe compromesso la natura molto sottile dei principi anarchici.
Steinberg lavorò duramente per stabilire un territorio ebraico autogestito, ma non sostenne l'idea dello stato-nazione ebraico e fu molto critico nei confronti della politica del movimento sionista. Dopo l'istituzione dello Stato di Israele, fu a favore dell'idea di creare una federazione binazionale in Israele/Palestina e, allo stesso tempo, continuò i suoi sforzi per stabilire un compatto insediamento ebraico autogovernato da qualche parte al di fuori del Medio Oriente.

## Opere
- (RU)  "Нравственный лик революции" ("Moral Face of the Revolution"), Berlino, 1923
- (YI)  זכרונות פֿון אַ פֿאָלקס־קאָמיסאַר‎ ("Memoirs of People's Commissar"), 1931
- "Spiridonova: Revolutionary Terrorist". Edizione in inglese a cura di Gwenda David e Eric Mosbacher. Londra, 1935.
- (YI)  געלעבט און געחלומט אין אויסטראַליע‎ ("Lived and dreamed in Australia"), Melbourne, 1943
- Australia: The Unpromised Land (Londra, 1948)
- (YI)  מיט אײן פֿוס אין אַמעריקע: פּערזאָנען, געשעענישן און אידעען‎ ("With one foot in America: People, Events and Ideas"), Messico, 1951
- (YI)  אין קאַמף פֿאַר מענטש און ייִד‎ ("In Struggle for Man and Jew"), Buenos Aires, 1952
- (EN)  The Workshop Of The Revolution (1953)